# Ермезінда I (графиня Люксембургу)
Ермезінда I (нім. Ermesinde; бл. 1080 — 24 червня 1143) — графиня Люксембургу в 1136 році, графиня Лонгві в 1136—1143 роках.

## Життєпис
Походила з династії Арденн-Люксембург (Старший Люксембурзький дім). Друга донька Конрада I, графа Люксембургу, та Клеменції Аквітанської. Народилася близько 1080 року.
1096 року вийшла заміж за Альбрехта I фон Дагсбург, графа Меца і Моха. В цьому шлюбі народилося 2 доньок. Втім 1098 року чоловік Ермезінди помер. 1109 року вона вийшла заміж за Готфріда I, графа Намюру. В цьому шлюбі народилося 5 дітей.
1136 року після смерті небожа Конрада II, графа Люксембургу, Ермезінда вступила у суперечку за це володіння з Генріхом II де Гранпре. Імператор Лотар II став на бік Ермезінди, що стала графинею Люксембургі Лонгві. Втім невдовзі вона передала Люксембург синові Генріху.
1139 році помирає чоловік Ермезінди. 1141 року вона пішла до монастиря. Померла 1143 року.

## Родина
1. Чоловік — Альбрехт I фон Дагсбург, граф Меца, Моха, Егісайма, фогт Альторфа.
Діти:
- Матільда (д/н—після 1157)
- донька

2. Чоловік — Готфрід I, граф Намюра
Діти:
- Альберт (д/н—1125/1127)
- Генріх (1112—1196), графом Люксембургу, граф Намура
- Клеменція, дружина Конрада I, герцога Церінгена
- Беатріс (бл. 1115—1160), дружина Ітьє, графа Ретель
- Алікс (Аделаїда) (1124—1169), дружина графом Бодуена IV, графа Ено